# Sorrejat

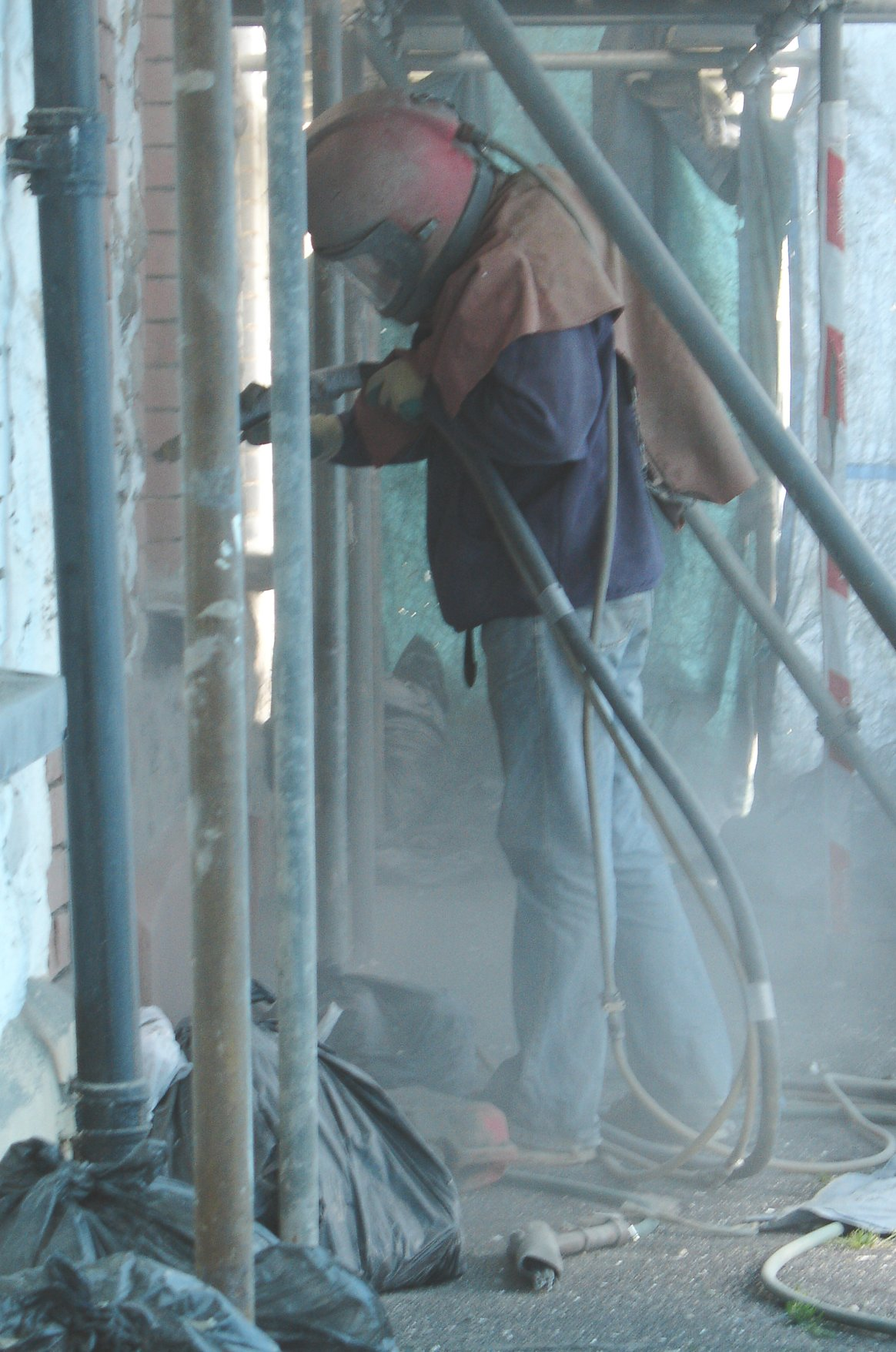
Neteja de la façana d'un edifici per sorrejament.

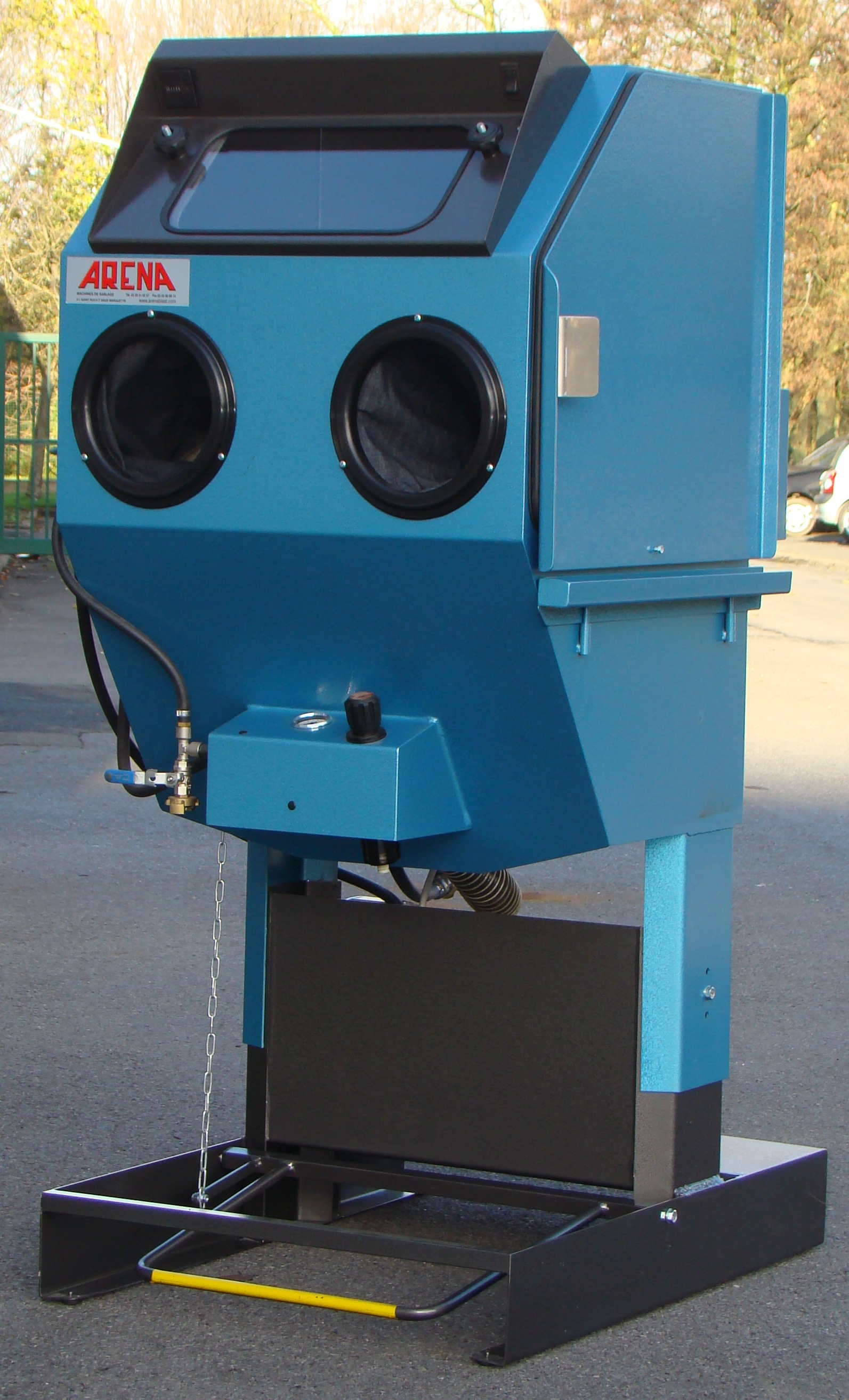
Cabina de sorrejament per a peces de petites dimensions.

El sorrejament o sorrejat és una tècnica industrial de neteja de la superfície de peces basada en la projecció d'un material abrasiu per mitjà d'una tovera amb aire comprimit. La sorra era l'abrasiu tradicional i va donar origen a la denominació en català i en altres llengües.
Les peces a netejar són sovint metàl·liques però el sorrejament és emprat en altres materials. Una aplicació habitual és la neteja de façanes d'edificis. A més de la neteja, el sorrejament pot usar-se per a afinar superfícies rugoses, fer més rugoses superfícies fines, eliminar capes de pintura velles i altres. En la indústria tèxtil va ser utilitzat per a obtenir un efecte desgastat de rentament amb pedra del denim.

## Efectes del sorrejament
L'acció abrasiva del sorrejament provoca els efectes següents:
- Decapatge: Eliminació de les capes de pintura i d'eventuals àrees rovellades.
- Rugositat:
  - Si la peça és molt rugosa, el sorrejament permet d'afinar-la superficialment.
  - Si la peça és massa fina, el sorrejament permet augmentar la rugositat. En peces que s'han de pintar posteriorment una certa rugositat és beneficiosa en facilitar l'ancoratge de la pintura.
- Aspecte: Les peces sorrejades tenen un aspecte matisat. Les peces prèviament polides (per exemple: el vidre) perden l'aspecte brunit un cop sorrejades.
- Possibilitat de gravar motius sobre peces polides. Amb una plantilla-pantalla el sorrejament permet de gravar xifres, text o siluetes en vidres o plaques de marbre i similars.
- Possibilitat d'obtenció d'un aspecte setinat, mitjançant un abrasiu de petites partícules esfèriques (microesferes de vidre, per exemple). Sistema usat en soldadures en peces d'alumini (que millora l'aspecte i la resistència).
- Possibilitat d'obtenció de tensions superficials en peces metàl·liques. Amb una alta pressió de l'aire i una gran velocitat de les partícules, la superfície "sorrejada" experimenta deformacions en fred amb el resultat de tensions de compressió residuals en la superfície de les peces. (Aquest tractament no és pròpiament un sorrejament. Es tracta d'un "granallatge" o "perdigonatge", efectuat amb esferes metàl·liques segons un procediment idèntic al del sorrejament).
- A poca potència i amb "abrasius" de poca duresa és possible netejar peces sense eliminar un poliment previ.

## Maquinària i instal·lacions
Amb peces petites el sorrejament pot fer-se en cabines tancades. Evitant polseguera i amb un soroll exterior més reduït. Hi ha cabines amb reciclatge de l'abrasiu incloent una fase de neteja intermèdia.
En peces molt grans és gairebé obligat fer el sorrejament amb raig guiat manualment. L'operari ha d'anar protegit adequadament (granota, casc ventilat, ulleres de protecció i filtre anti-pols). En la neteja de façanes hom afegeix a la bastida una pantalla, generalment de plàstic flexible, que confina la polseguera generada. El conjunt pot incloure un sistema aspersor d'aigua per a limitar els efectes de la pols i facilitar el treball a realitzar.
El circuit aire-abrasiu necessita aire comprimit (compressor, dipòsit, etc.) sense lubrificació (en moltes instal·lacions industrials l'aire comprimit és lubricat). La resta del pot adoptar disposicions molt diferents. Les tecnologies bàsiques són dues:
- el sistema a depressió: una tovera venturi aspira l'abrasiu d'un dipòsit.
- el sistema "directe": l'aire comprimit va directament al dipòsit de l'abrasiu i, des d'allí, surt per una canonada fins a la "pistola" de sorrejar.